# Mimosybra luzonica
Mimosybra luzonica là một loài bọ cánh cứng trong họ Cerambycidae.